# Europamästerskapen i cykelcross

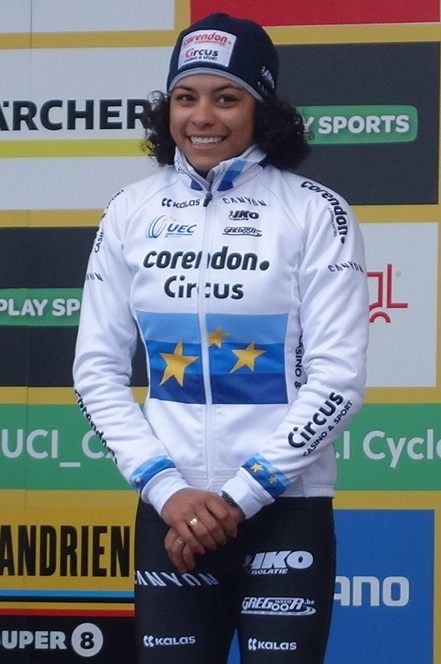
Ceylin Alvarado i europamästartröjan (U23) 2019.

Europamästerskapen i cykelcross arrangeras årligen sedan 2003 av Union Européenne de Cyclisme. Inledningsvis hölls mästerskap endast för damer elit, herrar U23 och herrjuniorer. 2013 tillkom damer U23, 2015 herrar elit, 2018 damjuniorer och 2023 infördes en mixed-stafett (tre damer och tre herrar: en från vardera elit-, U23- och juniorklasserna för respektive kön).
Därtill avhålls också mästerskap för masters (35 år och äldre, indelade i femårs-kategorier 35–39, 40–44... upp till 75+) sedan 2014 (herrar, damer 2015). Från 2025 hålls masterstävlingarna tillsammans med de nyinförda U14–U17-mästerskapen i ett separat arrangemang. Noteras bör också att det i masters inte körs ett lopp för varje ålderskategori och kön, utan klasserna kör tillsammans i ett färre antal lopp (så kördes exempelvis 2022 ett gemensamt 30-minuterslopp för alla herrar över 64 och alla damer över 49, följt av ett 40 minuterslopp för herrar 55–59 och 60–64 tillsammans med resten av damerna, som i sin tur följdes av två avslutande lopp: 40 minuter för herrar 45–49 och 50–54 och sedan 50 minuter för resterande herrar – sammanlagt fyra lopp under samma dag).
Tävlingarna hålls normalt under första eller andra novemberhelgen. Juniorklasserna ställdes in 2020 på grund av coronapandemin.
Flest segrar (till och med 2024) har bland herrar elit Mathieu van der Poel, tre stycken, medan Daphny van den Brand tagit fyra titlar hos dameliten.

## Upplagor
| År   | Ort              | Datum         | Herrar | Herrar | Herrar | Herrar | Damer | Damer | Damer | Damer | MX Staf. |
| År   | Ort              | Datum         | Elit   | U23    | Jun.   | Mast.  | Elit  | U23   | Jun.  | Mast. | MX Staf. |
| ---- | ---------------- | ------------- | ------ | ------ | ------ | ------ | ----- | ----- | ----- | ----- | -------- |
| 2003 | Tábor            | 8 november    | –      |        |        | –      |       | –     | –     | –     | –        |
| 2004 | Vossem           | 8 november    | –      |        |        | –      |       | –     | –     | –     | –        |
| 2005 | Pontchâteau      | 6 november    | –      |        |        | –      |       | –     | –     | –     | –        |
| 2006 | Huijbergen       | 9 november    | –      |        |        | –      |       | –     | –     | –     | –        |
| 2007 | Hittnau          | 4 november    | –      |        |        | –      |       | –     | –     | –     | –        |
| 2008 | Liévin           | 2 november    | –      |        |        | –      |       | –     | –     | –     | –        |
| 2009 | Hoogstraten      | 1 november    | –      |        |        | –      |       | –     | –     | –     | –        |
| 2010 | Frankfurt        | 7 november    | –      |        |        | –      |       | –     | –     | –     | –        |
| 2011 | Lucca            | 6 november    | –      |        |        | –      |       | –     | –     | –     | –        |
| 2012 | Ipswich          | 3 november    | –      |        |        | –      |       | –     | –     | –     | –        |
| 2013 | Mladá Boleslav   | 3 november    | –      |        |        | –      |       |       | –     | –     | –        |
| 2014 | Lorsch           | 8–9 november  | –      |        |        |        |       |       | –     | –     | –        |
| 2015 | Huijbergen       | 7 november    |        |        |        |        |       |       | –     |       | –        |
| 2016 | Pontchâteau      | 29–30 oktober |        |        |        |        |       |       | –     |       | –        |
| 2017 | Tábor            | 4–5 november  |        |        |        |        |       |       | –     |       | –        |
| 2018 | ’s-Hertogenbosch | 2–4 november  |        |        |        |        |       |       | –     |       | –        |
| 2019 | Silvelle         | 9–10 november |        |        |        |        |       |       |       |       | –        |
| 2020 | ’s-Hertogenbosch | 7–8 november  |        |        | X      | X      |       |       | X     | X     | –        |
| 2021 | Wijster          | 6–7 november  |        |        |        | X      |       |       |       | X     | –        |
| 2022 | Namur            | 4–6 november  |        |        |        |        |       |       |       |       | –        |
| 2023 | Pontchâteau      | 3–5 november  |        |        |        | X      |       |       |       | X     |          |
| 2024 | Pontevedra       | 1–3 november  |        |        |        |        |       |       |       |       |          |
| 2025 | Middelkerke      | 8–9 november  |        |        |        |        |       |       |       |       |          |
| 2026 | Zeddam           | 7–8 november  |        |        |        |        |       |       |       |       |          |

Grönt markerar att klassen avhållits (är planerad att avhållas) på den ort som anges. Blått att den avhållits (är planerad att avhållas) på annan ort (och annat datum) – se nedan. X markerar att klassen ställts in.

### Separata mästerskap för masters/U17–U14
Separata mästerskap för masters (herrar och damer) hölls 2015 och 2016. Sedan 2025 hålls mastersklasserna tillsammans med de detta år införda ungdomsklasserna U17, U16, U15 och U14 i ett separat masters- och ungdomsmästerskap.
| År   | Ort          | Datum          | Mast. | U17 | U16 | U15 | U14 |
| ---- | ------------ | -------------- | ----- | --- | --- | --- | --- |
| 2015 | Trnava       | 21 november    |       | –   | –   | –   | –   |
| 2016 | Trnava       | 22 november    |       | –   | –   | –   | –   |
|      |              |                |       |     |     |     |     |
| 2025 | Šamorín      | 15–16 november |       |     |     |     |     |
| 2026 | Vatra Dornei | 13–14 november |       |     |     |     |     |

## Podieplaceringar

### Herrar – elit
| År   | Vinnare              | Tvåa                   | Trea              |
| 2015 | Lars van der Haar    | Wout van Aert          | Kevin Pauwels     |
| 2016 | Toon Aerts           | Mathieu van der Poel   | Wout van Aert     |
| 2017 | Mathieu van der Poel | Lars van der Haar      | Toon Aerts        |
| 2018 | Mathieu van der Poel | Wout van Aert          | Laurens Sweeck    |
| 2019 | Mathieu van der Poel | Eli Iserbyt            | Laurens Sweeck    |
| 2020 | Eli Iserbyt          | Michael Vanthourenhout | Lars van der Haar |

| År   | Vinnare                | Tvåa              | Trea                   |
| 2021 | Lars van der Haar      | Quinten Hermans   | Michael Vanthourenhout |
| 2022 | Michael Vanthourenhout | Lars van der Haar | Laurens Sweeck         |
| 2023 | Michael Vanthourenhout | Cameron Mason     | Lars van der Haar      |
| 2024 | Thibau Nys             | Felipe Orts       | Eli Iserbyt            |

### Damer – elit
| År   | Vinnare              | Tvåa                 | Trea                     |
| 2003 | Hanka Kupfernagel    | Marianne Vos         | Maryline Salvetat        |
| 2004 | Hanka Kupfernagel    | Maryline Salvetat    | Laurence Leboucher       |
| 2005 | Marianne Vos         | Daphny van den Brand | Hanka Kupfernagel        |
| 2006 | Daphny van den Brand | Hanka Kupfernagel    | Marianne Vos             |
| 2007 | Daphny van den Brand | Maryline Salvetat    | Christel Ferrier-Bruneau |
| 2008 | Hanka Kupfernagel    | Maryline Salvetat    | Kateřina Nash            |
| 2009 | Marianne Vos         | Daphny van den Brand | Helen Wyman              |
| 2010 | Daphny van den Brand | Sanne van Paassen    | Helen Wyman              |
| 2011 | Daphny van den Brand | Lucie Chainel        | Pauline Ferrand-Prévot   |
| 2012 | Helen Wyman          | Sanne van Paassen    | Nikki Harris             |
| 2013 | Helen Wyman          | Nikki Harris         | Lucie Chainel            |
| 2014 | Sanne Cant           | Pavla Havlíková      | Nikki Harris             |

| År   | Vinnare         | Tvåa               | Trea                |
| 2015 | Sanne Cant      | Jolien Verschueren | Nikki Harris        |
| 2016 | Thalita de Jong | Lucinda Brand      | Caroline Mani       |
| 2017 | Sanne Cant      | Lucinda Brand      | Alice Maria Arzuffi |
| 2018 | Annemarie Worst | Marianne Vos       | Denise Betsema      |
| 2019 | Yara Kastelijn  | Eva Lechner        | Annemarie Worst     |
| 2020 | Ceylin Alvarado | Annemarie Worst    | Lucinda Brand       |
| 2021 | Lucinda Brand   | Blanka Vas         | Yara Kastelijn      |
| 2022 | Fem van Empel   | Ceylin Alvarado    | Blanka Vas          |
| 2023 | Fem van Empel   | Ceylin Alvarado    | Sara Casasola       |
| 2024 | Fem van Empel   | Ceylin Alvarado    | Lucinda Brand       |

### Herrar – U23
| År   | Vinnare                | Tvåa                 | Trea                    |
| 2003 | Martin Zlámalík        | Martin Bína          | Steve Chainel           |
| 2004 | Lars Boom              | Niels Albert         | Martin Bína             |
| 2005 | Niels Albert           | Jan Soetens          | Zdeněk Štybar           |
| 2006 | Niels Albert           | Zdeněk Štybar        | Rob Peeters             |
| 2007 | Niels Albert           | Philipp Walsleben    | Lukáš Klouček           |
| 2008 | Philipp Walsleben      | Aurélien Duval       | Kenneth Van Compernolle |
| 2009 | Róbert Gavenda         | Pawel Szczepaniak    | Tom Meeusen             |
| 2010 | Lars van der Haar      | Elia Silvestri       | Joeri Adams             |
| 2011 | Lars van der Haar      | Mike Teunissen       | Stan Godrie             |
| 2012 | Mike Teunissen         | Corné van Kessel     | Julian Alaphilippe      |
| 2013 | Michael Vanthourenhout | Mathieu van der Poel | Gianni Vermeersch       |
| 2014 | Wout van Aert          | Laurens Sweeck       | Jakub Skála             |

| År   | Vinnare          | Tvåa                  | Trea            |
| 2015 | Quinten Hermans  | Daan Hoeyberghs       | Eli Iserbyt     |
| 2016 | Quinten Hermans  | Joris Nieuwenhuis     | Sieben Wouters  |
| 2017 | Eli Iserbyt      | Tom Pidcock           | Sieben Wouters  |
| 2018 | Tom Pidcock      | Eli Iserbyt           | Antoine Benoist |
| 2019 | Mickaël Crispin  | Timo Kielich          | Antoine Benoist |
| 2020 | Ryan Kamp        | Thomas Mein           | Cameron Mason   |
| 2021 | Ryan Kamp        | Niels Vandeputte      | Thibau Nys      |
| 2022 | Emiel Verstrynge | Thibau Nys            | Witse Meeussen  |
| 2023 | Jente Michels    | Emiel Verstrynge      | Rémi Lelandais  |
| 2024 | Jente Michels    | Filippo Agostinacchio | Aubin Sparfel   |

### Damer – U23
| År   | Vinnare              | Tvåa                 | Trea                |
| 2013 | Annefleur Kalvenhaar | Sabrina Stultiens    | Alice Maria Arzuffi |
| 2014 | Sabrina Stultiens    | Martina Mikulášková  | Alice Maria Arzuffi |
| 2015 | Maud Kaptheijns      | Alice Maria Arzuffi  | Jana Czeczinkarová  |
| 2016 | Chiara Teocchi       | Hélène Clauzel       | Jana Czeczinkarová  |
| 2017 | Chiara Teocchi       | Laura Verdonschot    | Nikola Nosková      |
| 2018 | Ceylin Alvarado      | Inge van der Heijden | Fleur Nagengast     |

| År   | Vinnare            | Tvåa            | Trea                     |
| 2019 | Ceylin Alvarado    | Anna Kay        | Marion Norbert-Riberolle |
| 2020 | Puck Pieterse      | Blanka Vas      | Manon Bakker             |
| 2021 | Shirin van Anrooij | Puck Pieterse   | Fem van Empel            |
| 2022 | Puck Pieterse      | Line Burquier   | Shirin van Anrooij       |
| 2023 | Zoe Bäckstedt      | Marie Schreiber | Kristýna Zemanová        |
| 2024 | Célia Gery         | Marie Schreiber | Leonie Bentveld          |

### Herrar – Juniorer
| År   | Vinnare              | Tvåa                  | Trea                    |
| 2003 | Niels Albert         | Roman Kreuziger       | Clément Lhotellerie     |
| 2004 | Julien Taramarcaz    | Ricardo van der Velde | Christoph Pfingsten     |
| 2005 | Róbert Gavenda       | Yannick Martinez      | Dries Govaerts          |
| 2006 | Vincent Baestaens    | Joeri Adams           | Ramon Sinkeldam         |
| 2007 | Lubomír Petruš       | Arnaud Jouffroy       | Peter Sagan             |
| 2008 | Tijmen Eising        | Lars van der Haar     | Sean De Bie             |
| 2009 | Émilien Viennet      | Laurens Sweeck        | Michiel van der Heijden |
| 2010 | Lars Forster         | Jakub Skála           | Quentin Jauregui        |
| 2011 | Mathieu van der Poel | Quentin Jauregui      | Romain Seigle           |
| 2012 | Mathieu van der Poel | Clément Russo         | Yannick Peeters         |
| 2013 | Yannick Peeters      | Adam Ťoupalík         | Yan Gras                |
| 2014 | Eli Iserbyt          | Jappe Jaspers         | Johan Jacobs            |

| År   | Vinnare              | Tvåa                | Trea                 |
| 2015 | Jens Dekker          | Mitch Groot         | Thomas Bonnet        |
| 2016 | Tom Pidcock          | Nicolas Guillemin   | Timo Kielich         |
| 2017 | Loris Rouiller       | Tomáš Kopecký       | Ben Tulett           |
| 2018 | Pim Ronhaar          | Witse Meeussen      | Thibau Nys           |
| 2019 | Thibau Nys           | Jente Michels       | Dario Lillo          |
| 2020 | ej avhållet          | ej avhållet         | ej avhållet          |
| 2021 | Aaron Dockx          | David Haverdings    | Luca Paletti         |
| 2022 | Léo Bisiaux          | Daniel Weis Nielsen | Guus van den Eijnden |
| 2023 | Aubin Sparfel        | Zsombor Takács      | Jules Simon          |
| 2024 | Mattia Agostinacchio | Valentin Hofer      | Mats Vanden Eynde    |

### Damer – Juniorer
| År   | Vinnare           | Tvåa            | Trea               |
| 2019 | Puck Pieterse     | Olivia Onesti   | Shirin van Anrooij |
| 2020 | ej avhållet       | ej avhållet     | ej avhållet        |
| 2021 | Zoe Bäckstedt     | Leonie Bentveld | Nienke Vinke       |
| 2022 | Lauren Molengraaf | Valentina Corvi | Xaydée Van Sinaey  |

| År   | Vinnare        | Tvåa             | Trea                |
| 2023 | Célia Gery     | Cat Ferguson     | Viktória Chladoňová |
| 2024 | Anja Grossmann | Barbora Bukovská | Giorgia Pellizotti  |

### Mixed-stafett
| År   | Vinnare | Tvåa                                                                                        | Trea |
| 2023 | FrankrikeAubin Sparfel Rémi Lelandais Célia Gery Electa Gallezot Hélène Clauzel Joshua Dubau                        | StorbritannienAnna Kay Daniel Barnes Imogen Wolff Oscar Amey Cat Ferguson Cameron Mason     | BelgienYorben Lauryssen Naud De Clercq Xaydée Van Sinaey Shanyl De Schoesitter Sanne Cant Witse Meeussen |
| 2024 | ItalienFederico Ceolin Mattia Agostinacchio Lucia Bramati Giorgia Pellizotti Francesca Baroni Filippo Agostinacchio | FrankrikeThéophile Vassal Aubin Sparfel Célia Gery Lisa Revol Hélène Clauzel Rémi Lelandais | SpanienMiguel Rodríguez Benjamín Noval Lorena Patiño Aroa Otero Sofia Rodríguez Felipe Orts              |